# 蕭邦國際鋼琴比賽

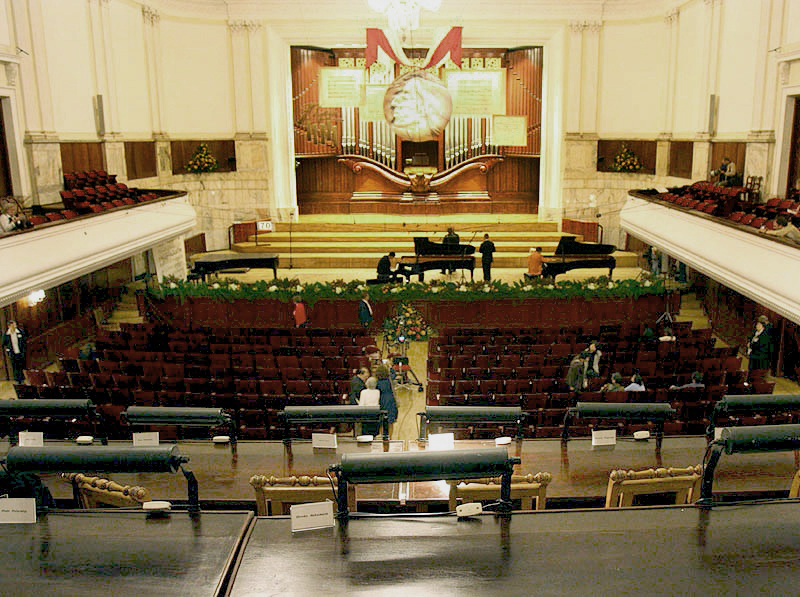
舉行蕭邦國際鋼琴比賽的華沙国家爱乐厅

蕭邦國際鋼琴比賽（波蘭語：Międzynarodowy Konkurs Pianistyczny im. Fryderyka Chopina），簡稱為蕭邦鋼琴大賽、蕭邦大賽，是五年一度的國際鋼琴比賽，1927年由波蘭鋼琴家茹拉夫莱夫創辦，於音樂家蕭邦的故鄉──波蘭首都華沙的国家爱乐厅舉行，规定参赛的选手在18到29岁之间，但也偶有例外。目前肖邦奖的冠军获得约4万欧元的奖金。肖邦钢琴赛通常通过签约重要的音乐会和利润丰厚的唱片合同一夜之间开启获胜者的职业生涯。

## 歷史
该比赛由波兰钢琴家兼教育家杰兹·祖拉鲁夫发起，他在1925年开始为钢琴比赛寻求资金。他后来回忆道：“在第一次世界大战结束后不久，当我看到年轻人对体育成就的热情时，我终于想到了一个类似的钢琴解决方案，即，以国际比赛形式给肖邦的年轻演奏者带来切实好处：金钱奖励和开启他们的国际表演生涯。”

## 歷屆得獎者
蕭邦國際鋼琴比賽會藉由參賽者的演奏頒發數項名次及特別獎，賽事的特色為評審會根據參賽者的實際表現來評定獎項。若評審們認為某一獎項有多人有足夠資格獲獎，則會採取並列獲得獎項（名次）的方式，並且不影響後面的名次之頒發；反之，若評審們認為某一獎項無人有足夠資格獲獎，便會從缺，而不會有人遞補。蕭邦大賽曾連續兩屆（1990年和1995年）從缺金獎。但在2000年，來自中國的18歲的李雲迪終止了連兩屆的空缺。至今，李雲迪仍是最年輕的金獎得主。另一位18岁的获奖者是毛里齐奥·波利尼。第一届金奖得主苏联的列夫·奥博林也只有20岁。金奖获得者的平均年龄是21.7岁。
蕭邦大賽首五屆皆是由波蘭或蘇聯的參賽者獲得冠軍，且前五屆的前三名只有二位非波蘭、蘇聯籍（第二屆的第二名為匈牙利盲人鋼琴家和第五屆的第三名為中國鋼琴家）。但是之後樂壇百花齊放，世界各地都有不少參賽者得以入選決賽。
原本蕭邦鋼琴大賽為了紀念蕭邦生日（3月1日）而在二月至三月間舉辦，但考量到寒冷的天氣故從第八屆（1970年）開始改至十月分舉辦（蕭邦在10月17日過世）。
從第五屆（1955年）開始，蕭邦大賽固定每五年舉辦一次，直到第十八屆蕭邦鋼琴大賽，因為（COVID-19）而由2020年延後到2021年舉辦。
以下為部分的決賽得獎者列表。
| 年度          | 第一名                                   | 第二名                          | 第三名                       | 第四名                          | 第五名                       | 第六名                        |
| ------------- | ---------------------------------------- | ------------------------------- | ---------------------------- | ------------------------------- | ---------------------------- | ----------------------------- |
| 1927 第一届   | 列夫·奥博林                              | 斯坦尼斯瓦夫·斯皮纳尔斯基       | 蘿扎·埃特金-莫斯可芙斯卡     | 格里戈里·金茲堡                 |                              |                               |
| 1932 第二届   | 亞歷山大·尤宁斯基                        | 温加尔·伊姆雷                   | 博莱斯瓦夫·孔                | 阿布拉姆·卢费尔                 | 肯特纳·拉约什                | 列昂尼德·萨加洛夫             |
| 1937 第三届   | 雅科夫·扎克                              | 萝扎·塔马尔金娜                 | 維托爾德·馬烏楚任斯基        | 兰斯·多瑟                       | 扬博尔·阿吉                  | 埃迪特·皮希特-阿克森费尔德    |
| 1942          | 第二次世界大戰爆發而取消舉辦             | 第二次世界大戰爆發而取消舉辦    | 第二次世界大戰爆發而取消舉辦 | 第二次世界大戰爆發而取消舉辦    | 第二次世界大戰爆發而取消舉辦 | 第二次世界大戰爆發而取消舉辦  |
| 1949 第四届   | 贝拉·戴维多维琪 哈麗娜·徹爾尼-斯特凡斯卡 | 芭芭拉·黑賽-布科芙斯卡          | 瓦尔德马·马齐谢夫斯基        | 格奧爾吉·穆拉夫列夫             | 瓦迪斯瓦夫·肯德拉            | 雷薩德·巴克斯特               |
| 1955 第五届   | 亚当·哈拉谢维奇                          | 苏联                            | 傅聰                         | 柏納德·林格森                   | 瑙姆·施塔克曼                | 德米特里·帕佩尔诺             |
| 1960 第六届   | 毛里齊奧·波利尼                          | 伊琳娜·扎里茨卡娅               | 塔奈·阿肖特-哈鲁图尼扬       | 李名強                          | 季娜伊达·伊格纳季耶娃        | 瓦列里·卡斯捷利斯基           |
| 1965 第七届   | 瑪塔·阿格麗希                            | 阿图尔·莫雷拉·利马              | 瑪塔·索辛斯卡                | 中村紘子                        | 爱德华·奥尔                  | 埃尔兹貝塔·格拉布夫娜         |
| 1970 第八届   | 加里克·奧爾森                            | 內田光子                        | 彼得·帕莱奇尼                | 尤金·英吉奇                     | 納塔莉雅·加夫里洛娃          | 雅努什·奥莱伊尼恰克           |
| 1975 第九届   | 波兰                                     | 金娜·约菲                       | 塔季扬娜·费季金娜            | 帕维尔·吉利洛夫                 | 迪安·克雷默                  | 迪安娜·卡索                   |
| 1980 第十届   | 鄧泰山                                   | 塔季扬娜·舒巴诺娃               | 亞魯圖恩·帕帕江              | 從缺                            | 海老彰子 埃娃·波布沃卡       | 埃里克·贝尔绍 伊琳娜·彼得羅娃 |
| 1985 第十一届 | 斯坦尼斯拉夫·布寧                        | 马克·拉福雷                     | 克里斯托弗·雅布翁斯基        | 小山實稚惠                      | 尚-馬克·路易沙達             | 塔季扬娜·皮凯津               |
| 1990 第十二届 | 從缺                                     | 凯文·肯纳                       | 橫山幸雄                     | 科拉多·罗莱罗 玛加丽塔·謝夫琴科 | 安娜·马利科娃 高橋多佳子     | 卡蘿琳·薩格曼                 |
| 1995 第十三届 | 從缺                                     | 菲利普·朱夏诺 艾列克谢·苏坦诺夫 | 加布里埃拉·蒙特羅            | 列拇·乌拉辛                     | 宮谷理香                     | 玛格达莱娜·利萨克             |
| 2000 第十四届 | 李雲迪                                   | 英格麗德·芙莉特                 | 亚历山大·科布林              | 陳薩                            | 阿尔贝托·诺塞                | 佐藤美香                      |
| 2005 第十五届 | 拉法烏·布萊哈奇                          | 從缺                            | 林東赫 林東閔                | 關本昌平 山本貴志               | 從缺                         | 李嘉齡                        |
| 2010 第十六届 | 俄罗斯                                   | 卢卡斯·格纽沙斯 英格夫·文德尔   | 丹尼尔·特里福诺夫            | 叶夫根尼·博札诺夫               | 弗朗索瓦·迪蒙                | 從缺                          |
| 2015 第十七届 | 趙成珍                                   | 查爾斯·理查德-阿默蘭            | 刘珒                         | 陸逸軒                          | 楊藝可                       | 德米特里·希斯金               |
| 2021 第十八届 | 刘晓禹                                   | 亞歷山大·加德耶夫 反田恭平      | 马丁·加西亚·加西亚           | 小林爱实 雅各布·库什利克        | 莱奥诺拉·阿尔梅莉妮          | 白立君                        |

## 備註
1. ↑  從第六屆開始每屆頒發至第六名。

## 外部連結
- 官方网站
- History of the Competition in the Polish Culture Portal
- Official International Frederick Chopin Piano Competition for Amateurs website （页面存档备份，存于）
- Piano Competitions & Music Competitions at Bakitone International （页面存档备份，存于）
- Google Arts & Culture （页面存档备份，存于）

1. ↑  Michalski, Grzegorz.  (PDF). Chopin Courier. No. 2 (Warsaw: Fryderyk Chopin Institute): 6.   [20 October 2021]. （原始内容 (PDF)存档于5 October 2021）.
2. ↑  Michalski, Grzegorz.  (PDF). Chopin Courier. No. 2 (Warsaw: Fryderyk Chopin Institute): 6.   [20 October 2021]. （原始内容 (PDF)存档于5 October 2021）.